# Nelly Lindfors
Nelly Viola Wilhelmina Lindfors född 19 april 1917 i Nyköping, död 16 december 1998 i Malmö, var en svensk målare.
Lindfors studerade konst i Malmö, Danmark och England. Hennes konst består av stilleben, landskap från olika länder och stadsmotiv i olja.